# Leninský rajón (Krym)
Leninský rajón (ukrajinsky Ленінський район, rusky Ленинский район) je rajón v Autonomní republice Krym na Ukrajině. Hlavním městem je sídlo městského typu Lenine (Lenino) a rajón má přibližně 60 tisíc obyvatel. 
Od Krymské krize území fakticky ovládá Rusko, které rajón považuje za součást svého federálního subjektu Republika Krym.

## Sídla v rajónu
| Město: - Ščolkine (Ščolkino) | Sídla městského typu: - Baherove (Bagerovo) - Lenine (Lenino) |